# Grand Prix de triathlon 2006
Navigation
Grand Prix de triathlon 2005 Grand Prix de triathlon 2007
Le Grand Prix de triathlon 2006 est composée de cinq courses organisées par la Fédération française de triathlon (FFTRI). Chaque course est disputée au format sprint soit 750 m de natation, 20 km de cyclisme et 5 km de course à pied.
Le Grand Prix de triathlon 2006 se déroule du 13 mai au 17 septembre 2006.

## Calendrier
| Étapes   | Date                              | Villes       |
| -------- | --------------------------------- | ------------ |
| 1° étape | samedi 13 et dimanche 14 mai 2006 | Jard-sur-Mer |
| 2° étape | dimanche 2 juillet 2006           | Beauvais     |
| 3° étape | dimanche 6 août 2006              | Lorient      |
| 4° étape | dimanche 13 août 2006             | Embrun       |
| 5° étape | dimanche 17 septembre 2006        | La Baule     |

## Clubs engagés

### Hommes
- Racing Club de France
- E.C. Sartrouville Triathlon
- Beauvais Triathlon
- Poissy Tri Duathon Club
- Les Sables Vendée Triathlon
- Mulhouse Olympique Tri
- Montluçon Triathlon
- US Vendôme Tri
- Tri St-Amand-Dun 18
- Rouen Triathlon
- Rennes Triathlon
- Autun Triathlon
- ESM Gonfreville-L'Orcher Triathlon
- Montpellier Agglo Triathlon
- Brive Limousin Triathlon
- Triathlon Val de Gâtine 79
- TCG79 Parthenay
- Groupe Triathlon Vesoul Haute-Saône

### Femmes
- Poissy Tri Duathon Club
- Beauvais Triathlon
- Tri Club Châteauroux 36
- Montpellier Agglo Triathlon
- Brive Limousin Triathlon
- Saint Avertin Sport Triathlon 37
- Piranhas Triathlon Dieppe
- Tri Olympique Club Cesson
- ASM Saint-Etienne Tri 42
- Tri Club Nantais
- AC Boulogne-Billancourt Triathlon
- Lomme Natation Triathlon
- Stade Poitevin Tri
- Bourges Triathlon
- Noyon Puissance 3 Tri
- TCG79 Parthenay
- ECAC Chaumont Triathlon-Duathlon
- Sainte-geneviève Triathlon

## Résultats

### Jard-sur-Mer
| Position           | Hommes                      | Femmes                   |
| ------------------ | --------------------------- | ------------------------ |
| Médaille d'or      | E.C. Sartrouville Triathlon | Poissy Triathlon         |
| Médaille d'argent  | Beauvais Triathlon          | Beauvais Triathlon       |
| Médaille de bronze | Racing Club de France       | Brive Limousin Triathlon |

### Beauvais[3]
| Position           | Hommes                      | Femmes                  |
| ------------------ | --------------------------- | ----------------------- |
| Médaille d'or      | E.C. Sartrouville Triathlon | Beauvais Triathlon      |
| Médaille d'argent  |                             | Tri Club Châteauroux 36 |
| Médaille de bronze |                             | Poissy Triathlon        |

### Lorient
| Position           | Hommes                 | Femmes             |
| ------------------ | ---------------------- | ------------------ |
| Médaille d'or      | Mulhouse Olympique Tri |                    |
| Médaille d'argent  | Beauvais Triathlon     | Beauvais Triathlon |
| Médaille de bronze |                        |                    |

### Embrun
| Position           | Hommes                      | Femmes             |
| ------------------ | --------------------------- | ------------------ |
| Médaille d'or      | E.C. Sartrouville Triathlon | Beauvais Triathlon |
| Médaille d'argent  | Beauvais Triathlon          | Poissy Triathlon   |
| Médaille de bronze |                             |                    |

### La Baule
| Position           | Hommes | Femmes |
| ------------------ | ------ | ------ |
| Médaille d'or      |        |        |
| Médaille d'argent  |        |        |
| Médaille de bronze |        |        |

## Classement général final
| Position | Hommes                      | Hommes | Femmes                            | Femmes |
| Position | Équipes                     | Points | Équipes                           | Points |
| -------- | --------------------------- | ------ | --------------------------------- | ------ |
|          | E.C. Sartrouville Triathlon |        | Beauvais Triathlon                |        |
|          | Poissy Triathlon            |        | Poissy Triathlon                  |        |
|          | Beauvais Triathlon          |        | Tri Club Châteauroux 36           |        |
| 4e       |                             |        |                                   |        |
| 5e       |                             |        |                                   |        |
| 6e       |                             |        |                                   |        |
| 7e       |                             |        |                                   |        |
| 8e       |                             |        |                                   |        |
| 9e       |                             |        |                                   |        |
| 10e      |                             |        | AC Boulogne-Billancourt Triathlon |        |
| 11e      |                             |        |                                   |        |
| 12e      |                             |        |                                   |        |
| 13e      |                             |        |                                   |        |
| 14e      |                             |        |                                   |        |
| 15e      |                             |        |                                   |        |
| 16e      |                             |        |                                   |        |
| 17e      |                             |        |                                   |        |
| 18e      |                             |        |                                   |        |

## Résultats individuels
| Hommes                                         | Jard-sur-Mer, | Beauvais | Lorient | Embrun | La Baule |
| ---------------------------------------------- | ------------- | -------- | ------- | ------ | -------- |
| Brad Kahlefeldt (Lagardère Paris Racing)       | 1er           | 2e       | 1er     |        | 2e       |
| Tim Don (Beauvais Triathlon)                   | 2e            | 1er      |         |        |          |
| Cédric Fleureton (E.C. Sartrouville Triathlon) | 3e            |          |         |        |          |
| Javier Gómez (E.C. Sartrouville Triathlon)     |               | 3e       |         |        |          |

| Femmes                                  | Jard-sur-Mer | Beauvais | Lorient | Embrun | La Baule |
| --------------------------------------- | ------------ | -------- | ------- | ------ | -------- |
| Nicky Samuels (TCG 79 Parthenay)        | 1er          | 2e       |         |        |          |
| Jessica Harrison (Poissy Triathlon)     | 2e           |          | 1er     |        |          |
| Kwiranta (TO Club Cesson)               | 3e           |          |         |        |          |
| Jill Savege (Beauvais Triathlon)        |              |          | 2e      |        |          |
| Virginie Jouve (Beauvais Triathlon)     |              | 1er      |         | 2e     |          |
| Delphine Pelletier (Beauvais Triathlon) |              |          |         | 3e     |          |